# Lingua frisone occidentale
Il frisone occidentale è una lingua (ufficiale) parlata nei Paesi Bassi. Viene parlato nella provincia della Frisia, nella regione della Frisia Occidentale (la zona nord-orientale della provincia di Olanda settentrionale) e in parte della provincia di Groninga. Il frisone occidentale è simile alla lingua olandese.
Uno dei più importanti eventi per la promozione e la tutela del Frisone occidentale è l'annuale Krystkongres (congresso di Natale), congresso annuale dei membri delle associazioni studentesche della Frisia che si volge dal 1931.